# Медичи, Джакомо
Джакомо Медичи (итал. Giacomo Medici; 15 января 1817, Милан — 9 марта 1882, Рим) — итальянский военачальник и политик, участник Рисорджименто.

## Биография
Родился 15 января 1817 года в Милане, сын Джованни Баттиста Медичи и Марии Беретта. В 1830 году отец Медичи, занимавшийся торговлей, был выслан из пределов Австрийской империи по подозрению в причастности к подпольным организациям, и семья переехала в Португалию.
В 1836 году Медичи добровольно вступил в полк «охотников Порту» и до 1840 года участвовал в испанской гражданской войне на стороне королевы Марии Кристины против карлистов (за отличие в боях 1836 и 1837 годов награждён двумя медалями, в 1838 году получил звание сержанта).
В 1840 году переехал в Великобританию, познакомился с Мадзини, воспринял республиканские идеалы.
В 1845 году Медичи отправился в Монтевидео, куда к тому времени переехал его отец, и Мадзини вручил ему письмо для Гарибальди, верным соратником которого Медичи стал впоследствии.
В 1848 году в должности капитана гарибальдийского добровольческого корпуса участвовал в революционных событиях в Папской области, затем отправился во Флоренцию, сформировал там добровольческий отряд, вернулся назад и в 1849 году принял участие в обороне Римской Республики, удерживая под ударами французских войск ключевую позицию у виллы Вашелло в районе ворот Святого Панкратия. После падения республики бежал в Геную и позднее поддержал программу Национального общества, предполагавшую объединение итальянских земель вокруг Сардинского королевства.
В 1859 году участвовал в войне против Австрии в качестве подполковника Альпийских охотников и отличился в Варезской битве.
В 1860 году участвовал в экспедиции Тысячи на Сицилию, отличился в битве при Милаццо и в битве при Вольтурно. Был зачислен в регулярную армию, получил звание дивизионного генерала, в 1865 году организовал на Сицилии операцию по борьбе с сопротивлением призыву и с дезертирством.
В ходе новой войны с Австрийской империей в 1866 году прославился рейдом к городу Тренто.
С 1868 по 1873 год был префектом Палермо и военным комендантом острова. 22 июля 1860 года Медичи был произведён в генерал-майора вооружённых сил южной Италии, 29 октября 1860 — в генерал-лейтенанта, с 10 апреля 1862 по 23 января 1878 года состоял на службе в итальянской армии.
Джакомо Медичи был избран в парламент Сардинского королевства VII-го созыва (2 апреля — 17 декабря 1860), а также в Палату депутатов Италии двух созывов: VIII-го (1861—1865) и X-го (1867—1870). 8 апреля 1870 года досрочно сдал депутатский мандат и 2 июня 1870 года назначен сенатором Королевства Италия (6 июня принёс присягу и вступил в должность).
13 октября 1873 года Медичи оставил должность префекта Палермо и военного коменданта Сицилии, в 1875 году назначен полевым адъютантом короля, а в 1876 году Виктор Эммануил II присвоил ему титул маркиза Вашелло в память об участии Медичи в обороне Римской республики. Умер в Риме 9 марта 1882 года, 1 июня 1884 года в Милане открыт посвящённый ему памятник.